# 沈满洪
沈满洪（1963年2月—），浙江东阳人，汉族，中国共产党党员。中华人民共和国教育人物、第十三届全国人民代表大会浙江地区代表。曾任宁波大学校长。现任浙江农林大学党委书记。

## 生平
1984年毕业于杭州大学化学系获理学学士；1988年毕业于西安交通大学社科系获法学学士；1997年取得杭州大学经济学硕士学位；2004年取得浙江大学经济学院经济学博士学位。
曾任浙江大学党委宣传部副部长（主持工作），浙江大学可持续发展研究中心副主任；浙江理工大学副校长，浙江理工大学生态经济研究中心主任等职。
2014年6月，任宁波大学校长。
2020年8月，任浙江农林大学党委书记。
2018年2月24日，当选为第十三届全国人大代表。